# Ачампонг, Игнатиус Куту
 Игнатиус Куту Аквази Ачампонг, Ачеампонг (англ. Ignatius Kutu Akwasi Acheampong; 23 сентября 1931, Трабум, регион Ашанти, Британский Золотой Берег — 16 июня 1979, Аккра, Гана) — ганский политический деятель, Президент Ганы в 1972—1978 годах.

## Биография
Игнатиус Куту Аквази Ачампонг родился 23 сентября 1931 года в селении Трабум (англ. Traboum). Окончил начальную школу в Трабуме и католическую школу Св. Петра в Кумаси (англ. School St. Peter’s Catholic School). В 1945 году Ачампонг окончил среднюю школу, получив также диплом в области торговли. В том же году он устроился на работу секретарём и стенографистом на лесопильное предприятие в Кумаси и одновременно продолжил своё образование в Центральном коммерческом колледже в Сведру (Центральная область). В 1951 году Ачампонг окончил колледж и получил второй диплом в области коммерции.

### Военная карьера
В том же 1951 году Ачампонг решил посвятить себя армейской службе и поступил добровольцем в армию Британского Золотого Берега. В 1957 году Гана получила независимость, и в 1959 году Ачампонг был отправлен на обучение в престижную Кадетскую школу Монс в Олдершоте (Великобритания). После окончания курса он был направлен на стажировку в британскую воинскую часть, дислоцированную в Западной Германии, а затем вернулся на родину, где продолжил служить в национальной армии в звании второго лейтенанта. В последующем Ачампонг не раз посещал курсы повышения военной квалификации, включая курсы Командного штабного колледжа армии США в Форт-Ливернуорте (штат Канзас). Он служил в составе воинского контингента Ганы, входившего в силы ООН по поддержанию мира в Конго, а затем командовал 5-м и 6-м батальонами армии Ганы. После свержения левого режима Кваме Нкрумы в феврале 1966 года пришедший к власти Совет Национального Освобождения назначил Ачампонга главой администрации одной из областей — председателем Регионального комитета Бронг-Ахафо с центром в Суньяни. Он пробыл на этой должности до 1971 года, когда новое гражданское правительство Второй Республики назначило его командиром 1-й (Южной) пехотной бригады.

### Переворот 1972 года
Однако личные качества подполковника Ачампонга, который был известен как любитель хорошей жизни, игрок и любитель женщин, затормозили его карьеру — в конце 1971 года министерство обороны, информированное о поведении командира бригады, отказало ему в присвоении очередного воинского звания полковника. Вероятно, что сразу после этого отличавшийся нетерпеливостью Ачампонг принял решение прийти к власти путём переворота. Он начал способствовать переводу верных ему офицеров в Аккру и назначению их на важные посты. Режим Второй республики к этому времени уже привёл страну к экономическому краху и бесконтрольной коррупции и был крайне непопулярен, а снижение зарплат военнослужащим настроило армию против гражданских властей и идеи Ачампонга нашли поддержку в офицерской среде. Когда 10 января 1972 года премьер-министр Кофи Абрефа Бусиа вылетел в Лондон для проведения медицинского обследования, заговорщики начали обсуждать детали переворота. В последний момент Ачампонг узнал, что правительство, несмотря на сопротивление военного командования, всё же утвердило присвоение ему звания полковника, но не нашёл это достаточной причиной для отмены переворота.
Ночью 13 января 1972 года подполковник Ачампонг связался с верными ему офицерами в Аккре и те, не встречая сопротивления, взяли под контроль все правительственные здания и ключевые пункты столицы. Ранним утром страна услышала радиообращение нового правителя, которое передавалось в эфир весь день в перерывах между военными маршами. Вечером Ачампонг объявил по телевидению и радио о сформировании Совета Национального Спасения из 11 военных. Президент Эдвард Акуфо-Аддо и премьер министр Кофи Бусиа были смещены, Национальное собрание и Государственный совет распущены, конституция 1969 года отменена. Полковник Ачампонг стал главой Совета Национального Спасения и главой правительства, заняв одновременно посты министра обороны, министра финансов и министра экономики.

### Пять лет у власти
После переворота 13 января 1972 года либеральная политика Второй республики сменилась окрашенной в националистические, а изредка и в левые тона политикой активного вмешательства государства во все сферы жизни.

7 февраля 1972 года Игнатиус Ачампонг в своей речи так определил цели своего правительства: 
…создание независимой экономики, прочно основывающейся на обширных ресурсах страны, экономики, в которой рост и развитие являются не целями сами по себе, а средством удовлетворения социальных нужд народа в целом… Мы должны передать командные высоты в экономике в руки нашего народа так, чтобы прибыли, созданные трудом наших рабочих, оставались у нас и вливались в дальнейшее развитие нашей экономики, а не переводились за границу… Мы должны построить экономику, в которой будет устранена эксплуатация во всех её проявлениях.
 Он провозгласил принцип «опоры на собственные силы», отказался от выплаты огромных внешних долгов, оставленных прежними правительствами, провёл частичную национализацию крупных кампаний, обещал реформировать систему землепользования, восстановить существовавшие при Кваме Нкруме госхозы и «рабочие бригады» для строительства дорог, мостов и ферм, начать строительство государственных предприятий, способных конкурировать с частным сектором. В августе 1974 года был осуществлён переход на праворульное автомобильное движение, а в сентябре 1975 года страна перешла на метрическую систему мер и весов.
Эти меры способствовали большой популярности нового режима среди населения, однако, в конечном счёте, не решили всех проблем, стоявших перед Ганой. 9 октября 1975 года Совет Национального Спасения был реорганизован в Высший Военный Совет в составе 7 чинов армии и полиции, который также возглавил Ачампонг. В 1976 году ему было присвоено звание генерал-лейтенанта
Вскоре на волне требований возврата к гражданскому правлению им была выдвинута программа «ЮНИГОВ» (англ. Unigov) — «Правительства единства», — политической системы, при которой гражданское население получило бы доступ к управлению страной наряду с военными, но напрямую через выборы, без формирования политических партий. 30 марта 1978 года программа «ЮНИГОВ» была утверждена на общенациональном референдуме. Однако к этому времени о прежней популярности Игнатиуса Ачампонга речь уже не шла — инфляция, рост цен, нехватка продовольствия, фактический отказ главы государства от борьбы с коррупцией и его экстравагантное поведение вызвали резкую критику и насмешки среди населения, а результаты референдума сразу же были поставлены под сомнение.
3 июля 1978 года командующий армией Ганы генерал-майор Невилл Одартей-Веллингтон и начальник Генерального штаба армии генерал-лейтенант Фред Акуффо составили документ о добровольной отставке Ачампонга и на следующий день предъявили его правителю на совещании в главной штаб-квартире армии в лагере Барма в Аккре. Когда Ачампонг попытался воспротивиться своей отставке и приказал арестовать двух заговорщиков, генерал Одартей-Веллингтон наставил на него револьвер. Ачампонг был помещён под домашний арест в Аккре, а затем лишён воинского звания и отправлен под домашний арест в Трабум, область Ашанти.

### Зарубежные поездки
- Того — май 1972 года[10]

### Арест. Казнь. Перезахоронение
В июне 1979 года, после прихода к власти капитана Джерри Роулингса, И. Ачампонг был арестован и привезён в Аккру. Здесь в ходе короткого судебного расследования он был приговорён к расстрелу за коррупцию и присвоение государственных средств с целью личного обогащения.
Расстрелян 16 июня 1979 года на полигоне Теши в Аккре. На рассвете, в 05.30 утра по местному времени Ачампонг и бывший командующий пограничной гвардией генерал-майор Эдвард Кваку Утука были выведены в фиолетовой тюремной форме на полигон в присутствии небольшой группы приглашённых, в том числе и представителей прессы. Ачампонг махал приглашённым носовым платком. В 06.00 осуждённые были привязаны к столбам перед стеной из мешков с песком, а в 06.10 расстреляны взводом солдат. Ачампонг и Утука стали первыми жителями Ганы публично казнёнными после 1967 года. Тело Игнатиуса Ачампнога было погребено в безымянной могиле на кладбище в Адоагири близ Нсавама. В 2001 году по решению президента Джона Куфуора его останки были эксгумированы и 27 декабря 2001 года после церковной службы в церкви 37-го военного госпиталя в Аккре переданы родственникам для перезахоронения.

## Частная жизнь
И. Ачампонг был женат на Фаустине Ачампонг, которая покинула Гану после смещения мужа в 1978 году и работала медсестрой в Лондоне. Его внук — Чарли Пепра (англ. Charlie Peprah), известный американский футболист.